# Kazimierz Schilling
Kazimierz Schilling (ur. 19 listopada 1943 w Poznaniu, zm. 10 grudnia 2006 w Olsztynie) – doktor astronomii, współtwórca, pracownik i dyrektor Planetarium w Olsztynie, laureat tytułu „Zasłużony dla Torunia”.

## Życiorys
Ukończył Liceum im. Karola Marcinkowskiego w Poznaniu oraz studia astronomiczne na Wydziale Matematyki, Fizyki i Chemii Uniwersytetu im. Adama Mickiewicza. W 1972 roku obronił pracę doktorską „Poprawki do deklinacji gwiazd strefy zenitalnej Borowca”. W 1973 roku przyjął zaproszenie prof. Stanisława Oszczaka do współtworzenia Planetarium Lotów Kosmicznych w Olsztynie. W latach 1973–2003 kierownik Działu Astronomicznego tegoż planetarium. W latach 1982–1983 pełnił obowiązki dyrektora placówki. Pochowany na cmentarzu przy ulicy Bluszczowej w Poznaniu.

## Działalność naukowa
Uczył astronomii w II Liceum Ogólnokształcącym w Olsztynie, prowadził wykłady i ćwiczenia z astronomii w Wyższej Szkole Pedagogicznej. Był promotorem 5 prac magisterskich. Napisał ponad 400 felietonów z cyklu „Z niebem za pan brat”, które były publikowane przez 15 lat w „Gazecie Olsztyńskiej”. Autor książki „Kosmiczny gość kometa Halleya”, współautor książek „Patrz w niebo i pod nogi” i „Przewodnika astronomicznego po Polsce” (Wydawnictwo Pojezierze, Olsztyn 1982, 127 ss. ISBN 83-7002-064-X). Był autorem wielu projekcji astronomicznych dla dzieci i młodzieży.

## Nagrody i wyróżnienia
W 1990 roku otrzymał tytuł „Zasłużony dla Torunia”. W 1993 roku Polskie Towarzystwo Astronomiczne przyznało mu medal im. prof. Włodzimierza Zonna za Popularyzację Wiedzy o Wszechświecie. Otrzymał też liczne inne odznaczenia m.in.: Złotą Odznakę Honorową TWP Zasłużony Popularyzator Wiedzy, Złotą Odznakę Honorową Polskiego Towarzystwa Miłośników Astronomii, Honorową Odznakę Polskiego Towarzystwa Astronautycznego, Medal 40-lecia Polski Ludowej, Zasłużony Działacz Kultury, Złoty Krzyż Zasługi. Notka biograficzna Kazimierza Schillinga została zamieszczona w leksykonie „Who is who w Polsce” (2004).